# Дурасово (Чишминський район)
Дура́сово (рос. Дурасово, башк. Дурасов) — село у складі Чишминського району Башкортостану, Росія. Адміністративний центр Дурасовської сільської ради.
Населення — 368 осіб (2010; 417 у 2002).
Національний склад:
- башкири — 43 %
- татари — 37 %